# Dioscorea urophylla
Dioscorea urophylla är en enhjärtbladig växtart som beskrevs av William Botting Hemsley. Dioscorea urophylla ingår i släktet Dioscorea och familjen Dioscoreaceae. Inga underarter finns listade i Catalogue of Life.